# Derecho natural

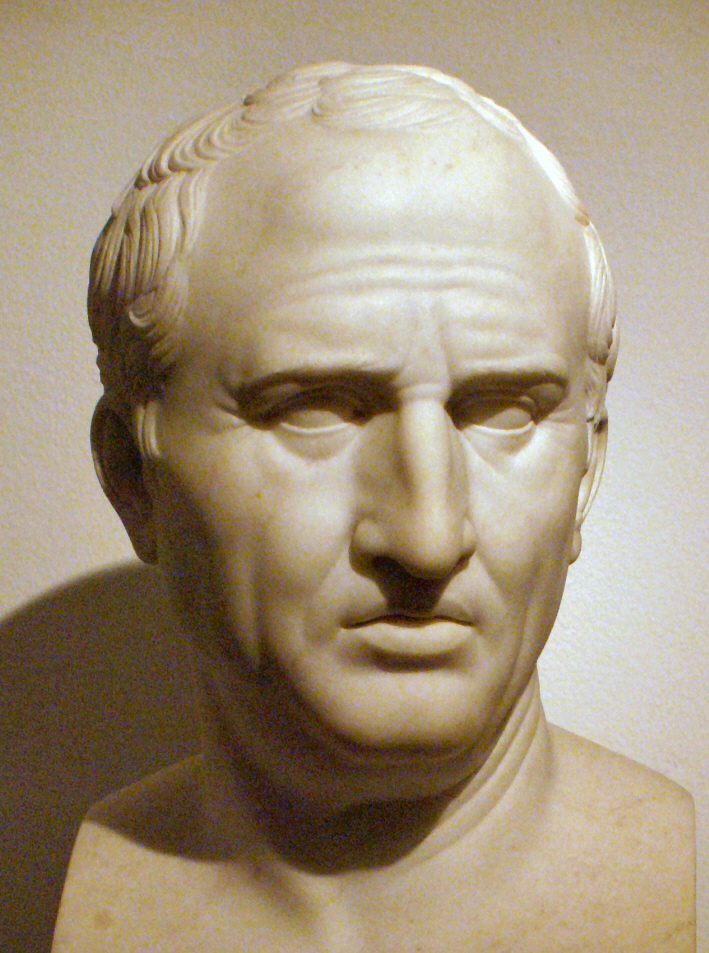
Busto del jurista, abogado, orador, filósofo y escritor Marco Tulio Cicerón, uno de los primeros en desarrollar el principio de que hay un derecho universal común a toda la humanidad que es de categoría superior al derecho positivo

El derecho natural es una doctrina ética y jurídica que postula la existencia de derechos fundamentados o determinados en la naturaleza humana. Propugna la existencia de un conjunto de derechos universales —anteriores, superiores e independientes al derecho escrito, al derecho positivo y al derecho consuetudinario—, que llega a dar el fundamento a la obligatoriedad de la norma y la legitimidad del poder. Se denomina iusnaturalismo al conjunto de pensadores o de escuelas de pensamiento que se inspiran en el derecho natural.

## Introducción
Bajo el término «iusnaturalista» se agrupa a un conjunto de teorías sobre el derecho y la justicia que difieren en métodos y formas de fundamentación, pero que coinciden en sostener que existen ciertos mandatos o principios que por definición pertenecen al derecho, de forma que, si el derecho positivo no los consagra y sanciona, no es verdadero derecho. Dicho de otro modo, las teorías iusnaturalistas o «jusnaturalistas» afirman que la legitimidad de las leyes positivas —el conjunto de normas efectivamente vigentes en un Estado— dependen en último término de su concordancia con el derecho natural. En definición de Johannes Messner, «el derecho natural es orden de la existencia» (Naturrecht ist Existenzordnung). Para Messner, el derecho natural contiene principios específicos y negar esto implica entrar en contradicción con la conciencia humana.

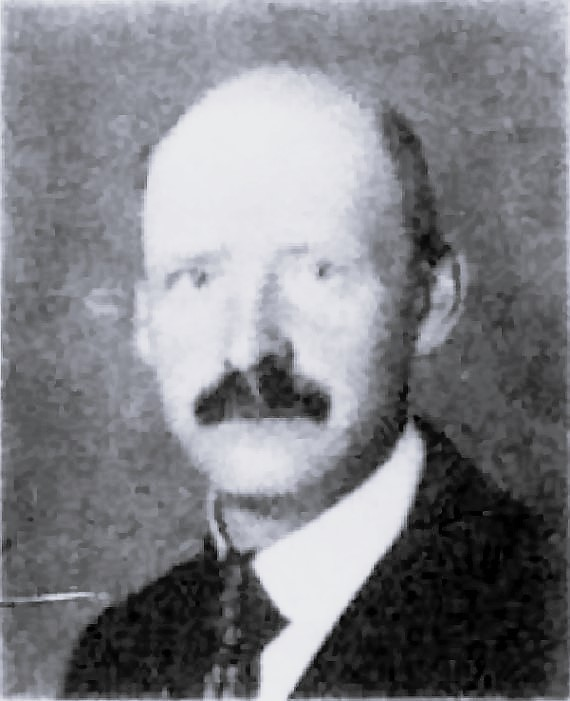
El jurista Gustav Radbruch afirmó que «la ley extremadamente injusta no es una verdadera ley»

Para el iusnaturalismo, la validez de la ley depende también de su justicia (o corrección material) y por eso la tesis principal del iusnaturalismo se puede resumir en la expresión de Gustav Radbruch: «La ley extremadamente injusta no es verdadera ley». Experimentos recientes demuestran además que el sentido de la justicia está ingénito en la especie humana y es igual en todos los seres que la forman, ya incluso cuando apenas tienen quince meses.
En la literatura griega antigua aparece ya la antinomia entre la autoridad humana (el νόμος o nόmos) y las «leyes no escritas», que provienen de la voluntad divina (los ἄγραπτα νόμιμα o ágrapta nόmima). Así en la tragedia Antígona, de Sófocles, en cuyos versos se apoyan aquellos que defienden la existencia de un derecho absolutamente válido superior y anterior a las leyes humanas. Asimismo, la invocación del derecho natural sirvió a los juristas estadounidenses del siglo XVIII para proclamar y autentificar la independencia de su país respecto del Reino Unido alegando su derecho de resistencia a la opresión, «consecuencia de todos los demás derechos» que acogen también las constituciones francesas de 1791 y 1793. 
La filosofía del derecho de Radbruch deriva del neokantismo, que postulaba la existencia de una ruptura entre el ser (Sein) y el deber ser (Sollen), o entre hechos y valores. Asimismo, existiría una divisoria tajante entre las ciencias explicativas, causales, como las ciencias de la naturaleza, y las ciencias interpretativas o comprehensivas («ciencias del espíritu»). La ciencia del derecho se situaría, para Radbruch, entre las ciencias del espíritu, pues no se limita a describir una realidad, sino que aspira a comprender un fenómeno cargado de valor (el derecho). La ciencia jurídica se distingue así tanto de la sociología del derecho como de la filosofía del derecho.
El núcleo de la filosofía del derecho de Radbruch consiste en la separación entre el derecho positivo y la idea del derecho. Esta se define mediante la tríada constituida por justicia, utilidad y seguridad, en que también se fundamenta la fórmula de Radbruch.
Radbruch asumió durante la mayor parte de su vida una postura racionalista y relativista, que definía el relativismo como «el supuesto ideológico de la democracia». Ninguna ideología es demostrable ni refutable y todas merecen similar respeto. Sin embargo, después de 1945, Radbruch experimentó una evolución en sus posiciones teóricas, como consecuencia de la caída del régimen nazi, el desvelamiento de sus crímenes y la necesidad de juzgar a los responsables de estos. Admitió entonces la posibilidad de un «derecho supralegal» o «naturaleza de las cosas» que se impone sobre las leyes abiertamente injustas y arbitrarias. Algunos autores, como Lon Fuller, interpretan esto como un cambio de postura desde el positivismo al iusnaturalismo; otros, como Erik Wolf, han defendido la esencial continuidad del pensamiento de Radbruch.
Como testigo destacado de su época, al analizar el sistema jurídico nacionalsocialista, Gustav Radbruch constata un hecho incuestionable: el legislador puede hacer leyes extremadamente injustas. Y, por tanto, este autor postula la existencia de un derecho «supralegal» que es límite al derecho del Estado. Tal derecho supralegal se comporta como un índice o parámetro de la validez material de las normas nacionales y se opone abiertamente a la relatividad absoluta de la justicia. Pero, para Radbruch, no cualquier injusticia invalida una norma positiva, solo la injusticia extrema: «La ley extremadamente injusta no es verdadera ley».
Una consecuencia que habitualmente se extrae de algunas posiciones iusnaturalistas, particularmente la tomista y la lockeana, es la siguiente: «Sería legítimo resistirse a la autoridad cuando se intenta imponer el cumplimiento de una ley que no es compatible con la ley natural».

### Tesis
La tesis principal del iusnaturalismo puede resumirse del siguiente modo:
- Existen ciertos principios en relación con el bien o el mal de carácter universal: leyes naturales o derechos naturales, que actúan como marco supralegal.
- El contenido de dichos principios es cognoscible por el hombre mediante la razón.
- El derecho descansa en la moral (del gen. latín mōris 'costumbre', y de ahí mōrālis 'relativo a los usos y las costumbres').
- Si estos principios no son recogidos o sancionados por el ordenamiento jurídico positivo, este último no puede considerarse un verdadero ordenamiento jurídico.

Este último punto, no obstante, no lo tratan de manera uniforme todos los autores iusnaturalistas. Obviamente, para algunos no cualquier omisión o contravención de los principios morales incorporados al derecho acarrea la invalidez del ordenamiento jurídico positivo.
Por su parte, Robert Alexy explica que puede entenderse que la aplicación de la llamada «fórmula de Radbruch» («La ley extremadamente injusta no es verdadera ley») puede entenderse de dos maneras, que corresponden a lo que él llama la «tesis de la irradiación» y la «tesis del derrumbe», respectivamente.
Así, de acuerdo a la primera, la extrema injusticia de ciertas normas fundamentales del ordenamiento jurídico acarrearían por vía de contagio la invalidez de la totalidad del ordenamiento jurídico.
De acuerdo a la segunda tesis, la «tesis del derrumbe», la fórmula debe aplicarse a normas jurídicas particulares, de suerte que el único modo en que un ordenamiento jurídico positivo pudiera ser considerado inválido en su totalidad tendría lugar porque en él hubiese muchas normas particulares extremadamente injustas, de modo que la eliminación de todas y cada una de ellas dejaría al ordenamiento jurídico sin normas suficientes para poder regular las relaciones sociales. Alexy afirma que debe desecharse la primera tesis, la «tesis de la irradiación», en consideración a la certeza jurídica. En consecuencia, solo admite la segunda forma de aplicación de la fórmula de Radbruch.[cita requerida]

## Nociones históricas
El derecho natural, al contrario que el derecho positivo, no se encuentra escrito, sino que emana de la misma especie humana, de la misma condición humana. Es inherente e igual en cada uno de sus miembros independientemente de su posición social, de su etnia y de su nacionalidad o de cualquier otra consideración. Es universal y ajeno a cambios históricos. Algunos de sus mandatos también poseen expresión escrita, como la regla de oro. Las primeras formulaciones modernas del concepto de derecho natural provienen de la Escuela de Salamanca y han sido tomadas y reformuladas por los teóricos del contrato social (Thomas Hobbes, John Locke, Jean-Jacques Rousseau) a partir de la noción nueva para la época del «estado de naturaleza».

### Iusnaturalismo clásico

#### Grecia y Roma
Los orígenes remotos de la idea de derecho natural se encuentran en Platón (siglo IV a. C.), particularmente en su obra República y Leyes. En su Ética nicomáquea, Aristóteles, por su parte, distingue entre la justicia legal o convencional y la justicia natural. Esta última hace referencia a aquello «que en todo lugar tiene la misma fuerza y no existe porque la gente piense esto o aquello». En el mismo lugar, Aristóteles insiste en que las leyes naturales no son inmutables, pues en la propia naturaleza humana hay cambios naturales debido a principios internos de desarrollo. Y el ser humano tiene como rasgo fundamental la racionalidad, que permite indagar en la vida característicamente humana. Por otra parte, en su otra obra Política establece también que el raciocinio del hombre es una ley natural y determina distintos preceptos como la libertad (y la justificación de la esclavitud por ley natural, ya que para él existen hombres inferiores y superiores).[cita requerida]

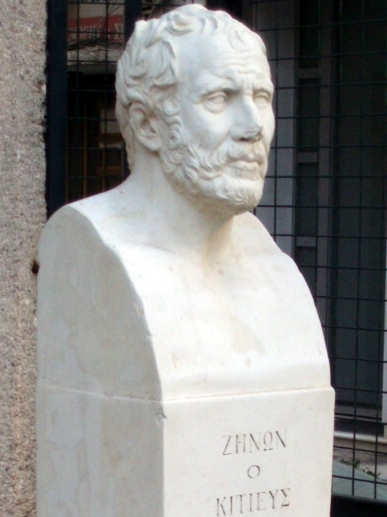
Busto de Zenón de Citio, fundador del estoicismo en Atenas (Grecia). Afirmaba que el hombre debe vivir de acuerdo a los principios universales de la naturaleza

Este aspecto de la racionalidad será retomado por el estoicismo desde otro punto de vista. La naturaleza humana forma parte del orden natural. La razón humana es una chispa del fuego creador, del logos, que ordena y unifica el cosmos. La ley natural es así: ley de la naturaleza y ley de la naturaleza humana, y esta ley es la razón. Y esa razón ha sido implantada por la divinidad o los dioses. Y como la razón puede pervertirse al servicio de intereses fuera de la propia razón, se decía que la ley natural es la ley «de la recta o sana razón».
De este modo, Cicerón (siglo I a. C.) afirmará que para el hombre culto la ley es la inteligencia consciente, cuya función natural es prescribir la conducta correcta y prohibir la mala conducta —es la mente y la razón del hombre inteligente, la norma por la que se miden la justicia y la injusticia (Leyes, 1.VI)—. Y un hombre debe a todos los demás y es debido a todos los demás: Non nobis solum nati sumus («No nacemos para nosotros mismos», De officiis, 1:22). Cicerón escribe en el contexto de la formación del derecho romano, el cual es fundamental para la idea de Estado de derecho, y tiene como fuente intelectual el estoicismo. Cicerón en De re publica (III, 17) escribirá:

Existe una ley verdadera, la recta razón, conforme a la naturaleza, universal, inmutable, eterna, cuyos mandatos estimulan al deber y cuyas prohibiciones alejan del mal. Sea que ordene, sea que prohíba, sus palabras no son vanas para el bueno, ni poderosas para el malo. Esta ley no puede contradecirse con otra, ni derogarse en alguna de sus partes, ni abolirse toda entera. Ni el Senado ni el pueblo pueden libertarnos de la obediencia a esta ley. No necesita un nuevo intérprete, o un nuevo órgano: no es diferente en Roma que en Atenas, ni mañana distinta de hoy, sino que en todas las naciones y en todos los tiempos esta ley reinará siempre única, eterna, imperecible, y la guía común, el rey de todas las criaturas, Dios mismo da el origen, la sanción y la publicidad a esta ley, que el hombre no puede desconocer sin huir de sí mismo, sin desconocer su naturaleza y sin sufrir por esta sola causa la más cruel expiación, aunque haya evitado en otro tiempo lo que se llama suplicio.

La pura concepción naturalista reaparece además en un famoso texto atribuido a Ulpiano: «Ius naturale est quod natura omnia animalia docuit». El derecho natural fue considerado como el derecho más alto cuando en los siglos ii y iii d. C. se desarrolló un derecho positivo, el ius gentium, más apropiado para regir a los múltiples pueblos del Imperio romano, de forma que un jurista del siglo II, Gayo, afirma que el derecho natural puede identificarse con el de gentes (ius gentium vel naturale). Así, Ángel Latorre resume que:

En la cúspide del sistema jurídico está el ius naturale, entendido como id quod semper aequum ac bonum est; viene después el ius gentium, o sea, el que gentes humanae utuntur y por último el ius civile que es quod quisque populus ipse sibi ius constituit y que es ipsius proprium civitatis.

#### Cristianismo
El cristianismo prosiguió las concepciones estoicas. En la Edad Media, Tomás de Aquino partirá de la idea de Cicerón reformulando la idea de ley divina: Dios ha establecido una legislación eterna para el mundo natural y el mundo humano, y eso es lo que conocemos como ley natural. Santo Tomás de Aquino sostiene en primer lugar que hay un orden de los instintos propios de la especie humana y, en segundo lugar, que existen fines señalados a aquellos por la naturaleza misma (teleología); por ejemplo, los de conservación, de nutrición, de procreación, de los instintos de vida comunitaria en la familia y en el Estado.
Jaime Balmes entendía que la moral humana se fundamenta y participa de la moral perfecta de Dios, que configura el primer punto de la ley natural. 

Dios, viendo desde la eternidad el mundo actual y todos los posibles, veía también el orden a que debían estar sujetas las criaturas que los compusieran. [...] la impresión de esta regla en nuestro espíritu [...] es lo que se llama ley natural. Entre las prescripciones de esta ley figura en primera línea el amor de Dios; el orden moral en la criatura no podía fundarse en otra cosa: ya que el amor de Dios a sí mismo es la moralidad por esencia, la participación de esta moralidad debía ser también la participación de este amor.

### Iusnaturalismo moderno
Se suele afirmar que la diferencia fundamental entre el iusnaturalismo clásico y el iusnaturalismo moderno estriba en el énfasis que cada uno pone en la noción de ley natural y de derecho subjetivo, respectivamente. Mientras las doctrinas iusnaturalistas modernas se desarrollan y articulan fundamentalmente a partir de la noción de derecho como facultad moral (derecho natural), las teorías iusnaturalistas clásicas lo harían a partir de la noción de ley natural. Asimismo, aunque la transición entre ambas formas de iusnaturalismo fue gradual, se acepta que la obra de Hugo Grocio constituye el hito que marca la separación entre el iusnaturalismo clásico y el iusnaturalismo moderno.
Los jesuitas como Francisco Suárez (1548-1617) ya habían afirmado la autonomía de la ley natural. Mas fue sobre todo en el siglo XVII, en medio de las guerras de religión europeas, cuando autores racionalistas como el mencionado Hugo Grocio se ocuparon del derecho natural, con el que intentaban proporcionar un marco moral para las naciones que garantizase la paz. En palabras de Grocio en su Del derecho de la guerra y de la paz (1625):

Ciertamente, lo que hemos dicho tendría lugar, aunque admitiésemos algo que no se puede hacer sin cometer el mayor delito, como es el aceptar que Dios no existe o que este no se preocupa de lo humano.

Thomas Hobbes, también en el siglo XVII, definió en su Leviatán (1651) el derecho natural como:

La libertad que cada uno tiene de usar su propio poder a su arbitrio para la conservación de su naturaleza, esto es, de su vida, y consiguientemente de hacer cualquier cosa que, según su juicio y su razón, él conciba como el medio más idóneo para tal fin.

El iusnaturalismo en la filosofía del derecho fue defendido por el citado Tomás de Aquino (iusnaturalismo teológico) y, en manos del iusnaturalismo racionalista, dio origen a las teorías del contrato social o contractualismo. El krausismo español dio un gran impulso a la filosofía del derecho natural en el ámbito hispánico cuando Francisco Giner de los Ríos publicó sus Principios de Derecho natural (Madrid, 1873). En efecto, el iusnaturalismo fue la doctrina más influyente hasta que el positivismo jurídico lo desbancó mediante posiciones teóricas como la teoría pura del derecho de Hans Kelsen.
A comienzos del siglo XIX se difundió en Europa la escuela histórica del derecho, encabezada por Friedrich Carl von Savigny, que consideraba las tradiciones históricas y el derecho consuetudinario como las fuentes de todo sistema jurídico, limando las diferencias con el positivismo. Tras la Segunda Guerra Mundial se reavivó la influencia del iusnaturalismo, como consecuencia del cuestionamiento de la obediencia de los ciudadanos a los regímenes políticos totalitarios, que se achacó, en parte, a las doctrinas iuspositivistas. Una expresión de ello es la Declaración Universal de los Derechos Humanos (1948).
Uno de los exponentes actualmente es John Finnis, con su teoría de casos centrales y periféricos.
Una filosofía política o doctrina política actual que basa su existencia en el derecho positivo es el libertarianismo o anarcocapitalismo rothbardiano (Murray Rothbard), que en sus obras For a New Liberty y The Ethics of Liberty afirma la necesidad de una ley universal y común para la coexistencia en libertad de los individuos. Utiliza la filosofía previa desarrollada por John Locke y liberales clásicos.[cita requerida]

### En el cristianismo
En el cristianismo se considera a la moral como algo universal, ya que en la Biblia, específicamente en el Nuevo Testamento, se describe que todos los hombres (incluso los gentiles) tienen una «ley escrita en sus corazones», lo que es interpretado como una ley natural que fue dada por Dios, que es manifestada como una moralidad innata y que constituye la raíz espiritual de la consciencia humana. Asimismo, los nn. 1954 a 1960 del Catecismo de la Iglesia católica tratan de la ley moral natural.

### Thomas Hobbes
Thomas Hobbes (1588-1679) incluyó una discusión sobre los derechos naturales en su filosofía moral y política. La concepción de Hobbes de los derechos naturales se extendía desde su concepción del hombre en un «estado de naturaleza». Así, argumentó que el derecho natural (humano) esencial era «usar su propio poder, como él mismo quisiera, para la conservación de su propia naturaleza; es decir, de su propia vida; y en consecuencia, de hacer cualquier cosa, que a su propio juicio y razón, concebirá como el medio más apto para ello» (Leviatán, 1, XIV).
Hobbes distinguió claramente esta «libertad» natural de las «leyes» naturales, descritas generalmente como «un precepto o regla general, descubierto por la razón, por el cual se le prohíbe a un hombre hacer lo que es destructivo de su vida, o quitar los medios para preservar su vida, y omite aquello por lo que cree que puede ser mejor preservado» (Leviatán, 1, XIV).
En su estado natural, según Hobbes, la vida del hombre consistía enteramente en libertades y no en leyes: 

Se sigue que en tal condición, cada hombre tiene derecho a todo, incluso sobre el cuerpo de los demás. Y por lo tanto, mientras perdure este derecho natural de cada hombre a todo, no puede haber seguridad para ningún hombre […] de vivir el tiempo que la Naturaleza ordinariamente permite que los hombres vivan.
Leviatán, 1, XIV.

Esto conduciría inevitablemente a una situación conocida como la «guerra de todos contra todos» (bellum omnium contra omnes), en la que los seres humanos matan, roban y esclavizan a otros para mantenerse con vida y debido a su natural ansia de «ganancia», «seguridad» y «reputación». Hobbes razonó que este mundo de caos creado por derechos ilimitados era indeseable, ya que haría que la vida humana fuera «solitaria, pobre, desagradable, brutal y corta». Como tal, si los humanos desean vivir en paz, deben renunciar a la mayoría de sus derechos naturales y crear obligaciones morales para establecer una sociedad civil y política. Esta es una de las primeras formulaciones de la teoría de gobierno conocida como contrato social.
Hobbes se opuso al intento de derivar derechos de la «ley natural» argumentando que la ley (lex) y el derecho (jus), aunque a menudo se confunden, significan cosas opuestas: la ley se refiere a las obligaciones, mientras que los derechos se refieren a la ausencia de obligaciones. Dado que por nuestra naturaleza (humana) buscamos maximizar nuestro bienestar, los derechos son anteriores a la ley, natural o institucional, y las personas no seguirán las leyes de la naturaleza sin someterse primero a un poder soberano, sin el cual todas las ideas de derecho y el mal no tienen sentido: 

Por lo tanto, antes de que los nombres de Justo e Injusto puedan tener lugar, debe haber algún Poder coercitivo, para obligar a los hombres por igual a cumplir sus Convenios […] adquieren, en recompensa del Derecho universal que abandonan: y tal poder no existe antes de la erección de la comunidad.
Leviatán, 1, XV

Esto marcó una desviación importante de las teorías de la ley natural medieval, que daban prioridad a las obligaciones sobre los derechos.

### John Locke
John Locke (1632-1704) fue otro destacado filósofo occidental que conceptualizó los derechos como naturales e inalienables. Como Hobbes, Locke creía en el derecho natural a la vida, la libertad, y la propiedad . Alguna vez fue pensado que Locke influyó en la guerra de Independencia estadounidense con sus escritos sobre los derechos naturales, aunque esta afirmación ha sido objeto de una disputa prolongada en las últimas décadas. Por ejemplo, el historiador Ray Forrest Harvey declaró que Thomas Jefferson y John Locke estaban en «dos polos opuestos» en su filosofía política, como lo demuestra el uso que hizo Jefferson en la Declaración de Independencia de los Estados Unidos de América (1783) de la frase «búsqueda de la felicidad» en lugar de «propiedad». Más recientemente, el historiador del derecho John Phillip Reid ha deplorado el «énfasis fuera de lugar en John Locke» de los estudiosos contemporáneos, argumentando que los líderes revolucionarios estadounidenses vieron a Locke como un comentarista de los principios constitucionales establecidos. En cambio, Thomas Pangle ha defendido la influencia de Locke en la fundación de los Estados Unidos y afirmó que los historiadores que argumentan lo contrario tergiversan la alternativa republicana clásica —a la que dicen que se adhirieron los líderes revolucionarios—, no entienden a Locke o señalan a alguien más que fue decisivamente influenciado por Locke. Esta posición también ha sido sostenida por Michael Zuckert.
Según Locke, existen tres derechos naturales:
- Vida: toda persona tiene derecho a vivir.
- Libertad: toda persona tiene derecho a hacer lo que quiera mientras no entre en conflicto con los otros dos derechos.
- Patrimonio: toda persona tiene derecho a poseer todo lo que crea o gana mediante donación o comercio, siempre que no entre en conflicto con los dos primeros derechos.[cita requerida]

Al desarrollar su concepto de derechos naturales, Locke se vio influido por los informes de la sociedad de los nativos americanos, a quienes consideraba pueblos naturales que vivían en un «estado de libertad» perfecta, pero «no en un estado de licencia». También informó su concepción del contrato social. 
Aunque no lo dice abiertamente, su posición implica que, incluso a la luz de nuestras características únicas, no debemos ser tratados de manera diferente por nuestros vecinos o gobernantes. Para Alan Haworth: «Locke argumenta que no hay una característica natural suficiente para distinguir a una persona de otra […] por supuesto, hay muchas diferencias naturales entre nosotros». Lo que Haworth toma de Locke es que estaba obsesionado con apoyar la igualdad en la sociedad, tratando a todos como iguales. Resalta nuestras diferencias con su filosofía, que muestra que todos somos únicos e importantes para la sociedad. En su filosofía se destaca que el gobierno ideal también debe proteger y brindar derechos y libertades a todos, porque todos somos importantes para la sociedad. Su pensamiento implícito de libertad para todos se aplica más fuertemente en nuestra cultura actual. Comenzando con el movimiento de derechos civiles y continuando con los derechos de las mujeres, la búsqueda de Locke por un gobierno justo puede verse como la influencia en estos movimientos. Por lo general, sus ideas solo se ven como la base de la democracia moderna; sin embargo, no es descabellado reconocer a Locke en el activismo social a lo largo de la historia de Estados Unidos.[cita requerida]
Al fundar este sentido de libertad para todos, Locke estaba sentando las bases para la igualdad que existe hoy, a pesar del aparente mal uso de su filosofía en los inicios de la democracia estadounidense. El movimiento por los derechos civiles y el movimiento por el sufragio denunciaron el estado de la democracia estadounidense durante sus desafíos a la visión del gobierno sobre la igualdad. Para ellos estaba claro que, cuando los diseñadores de la democracia lo dijeron todo, querían decir que todas las personas deberían recibir esos derechos naturales que John Locke atesoraba tan profundamente, «un estado también de igualdad, en el que todo el poder y la jurisdicción son recíprocos, sin que nadie tenga más que otro» (Locke II, 4).
Locke, en sus artículos sobre filosofía natural, establece claramente que quiere un gobierno en que todos sean tratados por igual en libertades, especialmente. Autores como Jacob Connolly confirman que para ellos Locke estaba muy adelantado a su tiempo con todo este pensamiento progresista. Su pensamiento se ajusta a nuestro estado actual de democracia, donde nos esforzamos por asegurarnos de que todos tengan voz en el gobierno y todos tengan la oportunidad de una buena vida. Independientemente de la raza, el género o la posición social, comenzando con Locke, quedó claro que no solo el gobierno debería otorgar derechos, sino derechos a todos a través de su contrato social.
El contrato social es un acuerdo entre los miembros de un país para vivir dentro de un sistema de leyes compartido. Las formas específicas de gobierno son el resultado de las decisiones tomadas por estas personas que actúan en su capacidad colectiva. El gobierno se instituye para hacer leyes que protejan los tres derechos naturales. Si un gobierno no protege adecuadamente estos derechos, puede ser derrocado.

## Representantes relevantes del iusnaturalismo
- Platón
- Aristóteles
- Zenón de Citio
- Cicerón
- Séneca
- Tomás de Aquino
- Fernando Vázquez de Menchaca
- Francisco de Vitoria, Domingo de Soto y la Escuela de Salamanca
- Francisco Suárez
- Hugo Grocio
- Thomas Hobbes
- Christian Wolff
- Thomas Jefferson
- John Locke
- Jean-Jacques Rousseau
- Immanuel Kant (Vernunftrecht)
- Gottfried Achenwall
- Robert Alexy
- Jean Barbeyrac
- Benedicto XVI
- Luigi Taparelli d'Azeglio
- Emil Brunner
- Adam Friedrich von Glafey
- Johann Christoph Hoffbauer
- Ludwig Julius Friedrich Höpfner
- Hans-Hermann Hoppe
- Gottlieb Hufeland
- Johann Adam von Ickstatt
- Karl Anton von Martini
- Johannes Messner
- Robert Nozick
- Oliver O’Donovan
- Samuel von Pufendorf
- Gustav Radbruch (después de 1933)
- Ayn Rand
- Murray N. Rothbard
- Lysander Spooner
- Christian Thomasius
- Franz von Zeiller
- John Finnis
- Erick M. Rovers

## Críticos del iusnaturalismo
- Baruch Spinoza
- Max Stirner
- Jeremy Bentham
- Friedrich Nietzsche
- Karl Barth
- H.L.A. Hart
- Norbert Hoerster
- Hans Kelsen
- Gustav Radbruch (hasta 1933 – discutido)
- Alf Ross
- Peter Stemmer
- Ernst Topitsch
- Norberto Bobbio